# Sally Mann
Sally Mann (Lexington, Virgínia, 1 de maig de 1951) és una fotògrafa estatunidenca.
Va estudiar fotografia a la Praestegaard Film School (1971) i a l'Aegeon School of Fine Arts (1972), entre d'altres, graduant-se el 1974 al Bennington College. Viu a Lexington amb el seu marit Larry, advocat de professió, i els seus tres fills: Jessie, Emmett i Virginia, protagonistes d'alguns dels seus millors retrats.
El seu treball ha cridat l'atenció no només per les seves qualitats tècniques sinó també per algunes controvèrsies deslligades per grups radicals, al final de la dècada de 1990, de cristians conservadors del seu país, els quals van protestar contra la fotògrafa, David Hamilton i Jock Sturges acusant-los de crear pornografia.
Entre altres institucions, el Museu Metropolità de Nova York i la col·lecció Corcoran posseeixen obra seva entre els seus fons. Al juliol de 2001 Sally Mann va rebre de la revista Time el premi a la Millor fotògrafa nord-americana.

## Publicacions
- At Twelve: Portraits of Young Women, Aperture, 1988; ISBN 0-89381-330-3
- Immediate Family, Phaidon Press, 1993; ISBN 0-7148-3054-2
- Still Time, Aperture, 1994; ISBN 0-89381-593-4
- What Remains, Little, Brown and Company, 2003; ISBN 0-8212-2843-9
- Deep South, Bulfinch Press, 2005; ISBN 0-8212-2876-5